# Übersicht der Listen der Naturdenkmale im Landkreis Mayen-Koblenz
Die Übersicht der Listen der Naturdenkmale im Landkreis Mayen-Koblenz nennt die Listen und die Anzahl der Naturdenkmale in den Städten und Gemeinden im rheinland-pfälzischen Landkreis Mayen-Koblenz. Die Listen enthalten neben 21 im Landschaftsinformationssystem der Naturschutzverwaltung Rheinland-Pfalz verzeichneten auch 7 ehemalige Naturdenkmale.

## Andernach
In der verbandsfreien Stadt Andernach sind 3 Naturdenkmale sowie 1 ehemaliges Naturdenkmal verzeichnet.

## Bendorf
In der verbandsfreien Stadt Bendorf ist 1 Naturdenkmal verzeichnet.

## Verbandsgemeinde Maifeld
In den 18 verbandsangehörigen Gemeinden der Verbandsgemeinde Maifeld sind 4 Naturdenkmale sowie 3 ehemalige Naturdenkmale verzeichnet.
| Ort            | Naturdenkmalliste                         | aktuelle Naturdenkmale | ehemalige Naturdenkmale |
| -------------- | ----------------------------------------- | ---------------------- | ----------------------- |
| Münstermaifeld | Liste der Naturdenkmale in Münstermaifeld | 0                      | 2                       |
| Pillig         | Liste der Naturdenkmale in Pillig         | 1                      |                         |
| Polch          | Liste der Naturdenkmale in Polch          | 2                      |                         |
| Trimbs         | Liste der Naturdenkmale in Trimbs         | 1                      | 1                       |

In Einig,
Gappenach,
Gering,
Gierschnach,
Kalt,
Kerben,
Kollig,
Lonnig,
Mertloch,
Naunheim,
Ochtendung,
Rüber,
Welling und
Wierschem sind keine Naturdenkmale verzeichnet.

## Mayen
In der verbandsfreien Stadt Mayen ist 1 Naturdenkmal verzeichnet.

## Verbandsgemeinde Mendig
In den 5 verbandsangehörigen Gemeinden der Verbandsgemeinde Mendig ist 1 ehemaliges Naturdenkmal verzeichnet.
| Ort    | Naturdenkmalliste                 | aktuelle Naturdenkmale | ehemalige Naturdenkmale |
| ------ | --------------------------------- | ---------------------- | ----------------------- |
| Mendig | Liste der Naturdenkmale in Mendig | 0                      | 1                       |

In Bell,
Rieden,
Thür und
Volkesfeld sind keine Naturdenkmale verzeichnet.

## Verbandsgemeinde Pellenz
In den 5 verbandsangehörigen Gemeinden der Verbandsgemeinde Pellenz sind keine Naturdenkmale verzeichnet.

## Verbandsgemeinde Rhein-Mosel
In den 18 verbandsangehörigen Gemeinden der Verbandsgemeinde Rhein-Mosel sind 7 Naturdenkmale sowie 1 ehemaliges Naturdenkmal verzeichnet.
| Ort      | Naturdenkmalliste                               | aktuelle Naturdenkmale | ehemalige Naturdenkmale |
| -------- | ----------------------------------------------- | ---------------------- | ----------------------- |
| Burgen   | Liste der Naturdenkmale in Burgen (Untermosel)  | 1                      |                         |
| Dieblich | Liste der Naturdenkmale in Dieblich             | 2                      | 1                       |
| Lehmen   | Liste der Naturdenkmale in Lehmen               | 1                      |                         |
| Rhens    | Liste der Naturdenkmale in Rhens                | 2                      |                         |
| Wolken   | Liste der Naturdenkmale in Wolken (bei Koblenz) | 1                      |                         |

In Alken,
Brey,
Brodenbach,
Hatzenport,
Kobern-Gondorf,
Löf,
Macken,
Niederfell,
Nörtershausen,
Oberfell,
Spay,
Waldesch und
Winningen sind keine Naturdenkmale verzeichnet.

## Verbandsgemeinde Vallendar
In den 5 verbandsangehörigen Gemeinden der Verbandsgemeinde Vallendar sind keine Naturdenkmale verzeichnet.

## Verbandsgemeinde Vordereifel
In den 27 verbandsangehörigen Gemeinden der Verbandsgemeinde Vordereifel sind 3 Naturdenkmale sowie 1 ehemaliges Naturdenkmal verzeichnet.
| Ort        | Naturdenkmalliste                     | aktuelle Naturdenkmale | ehemalige Naturdenkmale |
| ---------- | ------------------------------------- | ---------------------- | ----------------------- |
| Bermel     | Liste der Naturdenkmale in Bermel     | 1                      |                         |
| Herresbach | Liste der Naturdenkmale in Herresbach | 0                      | 1                       |
| Kirchwald  | Liste der Naturdenkmale in Kirchwald  | 1                      |                         |
| Virneburg  | Liste der Naturdenkmale in Virneburg  | 1                      |                         |

In Acht,
Anschau,
Arft,
Baar,
Boos,
Ettringen,
Hausten,
Hirten,
Kehrig,
Kottenheim,
Langenfeld,
Langscheid,
Lind,
Luxem,
Monreal,
Münk,
Nachtsheim,
Reudelsterz,
Sankt Johann,
Siebenbach,
Weiler und
Welschenbach sind keine Naturdenkmale verzeichnet.

## Verbandsgemeinde Weißenthurm
In den 7 verbandsangehörigen Gemeinden der Verbandsgemeinde Weißenthurm sind 2 Naturdenkmale verzeichnet.
| Ort        | Naturdenkmalliste                     | aktuelle Naturdenkmale |
| ---------- | ------------------------------------- | ---------------------- |
| Bassenheim | Liste der Naturdenkmale in Bassenheim | 1                      |
| Kettig     | Liste der Naturdenkmale in Kettig     | 1                      |

In Kaltenengers,
Mülheim-Kärlich,
Sankt Sebastian,
Urmitz und
Weißenthurm sind keine Naturdenkmale verzeichnet.